# Setra S 415 HDH
De Setra S 415 HDH is een touringcarmodel, geproduceerd door de Duitse busfabrikant Setra. Dit model bus is in 2001 geïntroduceerd en in 2013 uit productie gegaan en vervangen door de Setra S 515 HDH.

## Inzet
Dit type bus wordt veelal ingezet bij touringcarbedrijven voor toerisme. In Luxemburg wordt de bus ingezet door enkele busbedrijven voor het openbaar vervoer. In Nederland werd de bus ingezet op enkele (Interliner)lijnen in Zeeland.
| Land      | Bedrijf             | Serie  | Aantal | Inzet                            | Opmerking                        |
| --------- | ------------------- | ------ | ------ | -------------------------------- | -------------------------------- |
| Luxemburg | Rapide des Ardennes | RP5847 | 1      | Streekvervoer                    |                                  |
| Nederland | Van Oeveren         | 74     | 1      | Streekvervoer Schouwen-Duiveland | Rijdt in opdracht van Connexxion |

## Verwante bustypen

### ComfortClass
- S 415 GT - 12 meteruitvoering (2 assen)
- S 415 GT-HD - 12 meter verhoogde uitvoering (2 assen)
- S 416 GT - 13 meteruitvoering (2 assen)
- S 416 GT-HD - 13 meter verhoogde uitvoering (3 assen)
- S 416 GT-HD/2 - 13 meter verhoogde uitvoering (2 assen)
- S 417 GT-HD - 14 meter verhoogde uitvoering (3 assen)
- S 419 GT-HD - 15 meter verhoogde uitvoering (3 assen)

### TopClass
- S 411 HD - 10 meteruitvoering (2 assen)
- S 415 HD - 12 meteruitvoering (2 assen)
- S 416 HDH - 13 meter verhoogde uitvoering (3 assen)
- S 417 HDH - 14 meter verhoogde uitvoering (3 assen)
- S 431 DT - 14 meter dubbeldeks uitvoering (3 assen)